# Modula-2
Modula 2 – język programowania wysokiego poziomu stworzony przez Niklausa Wirtha.

## Historia
Język Modula 2 stworzony został podczas prac badawczych w Instytucie Informatyki Politechniki w Zurichu. Prace nad językiem rozpoczęto w 1977 r., a ich efektem była pierwsza implementacja tego języka zrealizowana w 1979 r. na komputerze PDP-11. Definicja języka opublikowana została w 1980 r.
Język wywodzi się z Pascala i Moduli. Zawiera w sobie wszystkie mechanizmy Pascala oraz rozszerzenia o ważne pojęcia modułu i mechanizmy wieloprogramowości. Składnię języka oparto na składni Moduli (po zrealizowaniu Moduli 2 i innych, język Modula czasem określano – dla jednoznaczności – jako Modula 1). Należy podkreślić, że kolejne cyfry nie oznaczają kolejnych wersji rozwojowych, lecz osobne języki budowane na tych samych wzorcach, lecz o różniących się założeniach i przeznaczeniu.

## Składnia
Każdy program składa się z modułu lub wielu modułów. Moduły zewnętrzne mogą być kompilowane niezależnie. Moduły mogą być zgłębione w innych modułach. Moduł ma postać:
```
 
pre
 MODULE 
nazwa
;
   
listy_importowe

   
deklaracje

 BEGIN
   
instrukcje

 END 
nazwa
.
```

Moduły dzielą się na:
- moduły programu
- moduły definiujące : pre=DEFINITION
- moduły implementujące : pre=IMPLEMENTATION

Instrukcja IMPORT listy_importowej pozwala importować obiekty z innych modułów. Do udostępniania własnych obiektów służy instrukcja EXPORT.

Obiekt nie jest tu używany w sensie projektowania obiektowego.
Język wyposażony został w instrukcje strukturalne wzorowane na instrukcjach Pascala z pewnymi rozszerzeniami. Zasadnicza różnica, wywodząca się z Moduli 1, to słowo kluczowe END zamykające każdą instrukcję strukturalną, co eliminuje konieczność stosowana instrukcji grupującej (jak begin…end w Pascalu, czy {…} w języku C). Ponadto rozszerzono postać instrukcji IF i FOR oraz wprowadzono instrukcję pętli LOOP dla programowania współbieżnego.
- instrukcja warunkowa:

```
 IF 
w1
 THEN 
si1

 
[
ELSIF 
w2
 THEN 
si2

 
[
ELSIF 
w3
 THEN 
si3

 …
]]

 
[
ELSE 
si-else
]

 END
```

- instrukcja wyboru:

```
 CASE 
wyr
 OF
 
w1
 : 
si1
 |
 
[
w2
 : 
si2
 
[
 |
 …
]]

 
[
ELSE 
si_else
]

 END
```

- instrukcje pętli

```
 WHILE 
w
 DO
   
si

 END
```

```
 REPEAT
   
si

 UNTIL 
w
```

```
 FOR 
i
:=
w
 TO 
w2
 [BY 
w3
] DO
   
si

 END
```

```
 LOOP
   
si

 END
```

## Współbieżność
Język Modula 2 udostępnia mechanizmy do programowania procesów współbieżnych – zarówno procesów:
- luźno związanych (ang. loosely coupled), jak i
- silnie związanych (ang. tightly coupled).

W Moduli 2 mechanizmy współbieżności oparto na rozwiązaniach znanych z języków Modula i Concurrent Pascal. Komunikacja między procesami odbywa się za pomocą zmiennych współdzielonych i sygnałów.

## Inne właściwości
W języku wprowadzono również dla potrzeb programowania systemowego mechanizmy niskiego poziomu pozwalające na ominięcie reguł związanych ze ścisłą kontrolą typów obowiązującą w tym języku.